# Adil Abdul-Mahdi
Adil Abdul-Mahdi al-Muntafiki (arabiska: عادل عبد المهدي المنتفكي), född 1 januari 1942 är en irakisk politiker som var premiärminister i Irak från 25 oktober 2018 till 7 maj 2020.
Al-Muntafiki är ekonom och var en av vice-presidenterna i Irak mellan 2005 och 2011. Han har tidigare varit finansminister i den irakiska interimregimen samt oljeminister från 2014 till 2016.
Den 2 oktober 2018 utsåg den irakiske presidenten Barham Salih Abdul-Mahdi till Iraks premiärminister. Mahdi fick 30 dagar för att bilda en ny regering. Den 25 oktober 2018, 5 månader efter de irakiska parlamentsvalet 2018, tillträdde Abdul Mahdi sitt ämbete.
I april 2019 mötte Abdul-Mahdi den tyska förbundskanslern Angela Merkel i Berlin. Han presenterade en plan med en kostnad på 14 miljarder USD för att modernisera och förbättra Iraks elnät och elektriska infrastruktur, med ett troligt samarbete med det tyska företaget Siemens. Merkel gav också utfästelser om att stärka samarbetet mellan de två länderna inom ekonomi och säkerhet, och att ge fortsatt tyskt stöd till insatser för återuppbyggnad i Irak.
Pressad av regimprotester meddelade al-Muntafiki den 29 november 2019 att han avsåg avgå. Han angav som orsak till avgången den fredagspredikan som Iraks högst uppsatte shiitiska företrädare storayatollan Ali al-Sistani höll samma dag, där han beskrev "misslyckandet hos olika aktörer att hantera händelseutvecklingen de sista två månaderna."
Det irakiska parlamentet godkände hans avgångsansökan den 1 december 2019. Han stannade dock kvar som tillförordnad tills parlamentet utsåg en ordinarie ersättare. Den 7 maj 2020 avgick Abdul-Mahdi då Mustafa al-Kadhimi tillträdde som ny premiärminister.